# Lysefjord

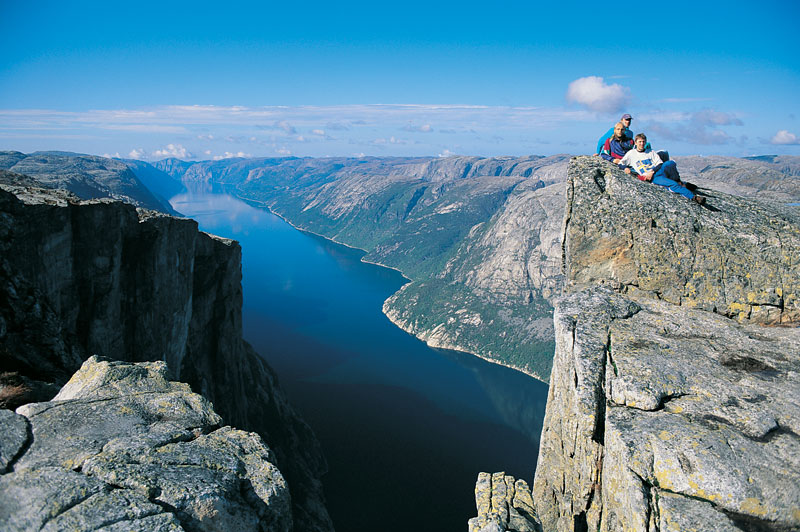
Pohled na Lysefjord z hory Kjerag

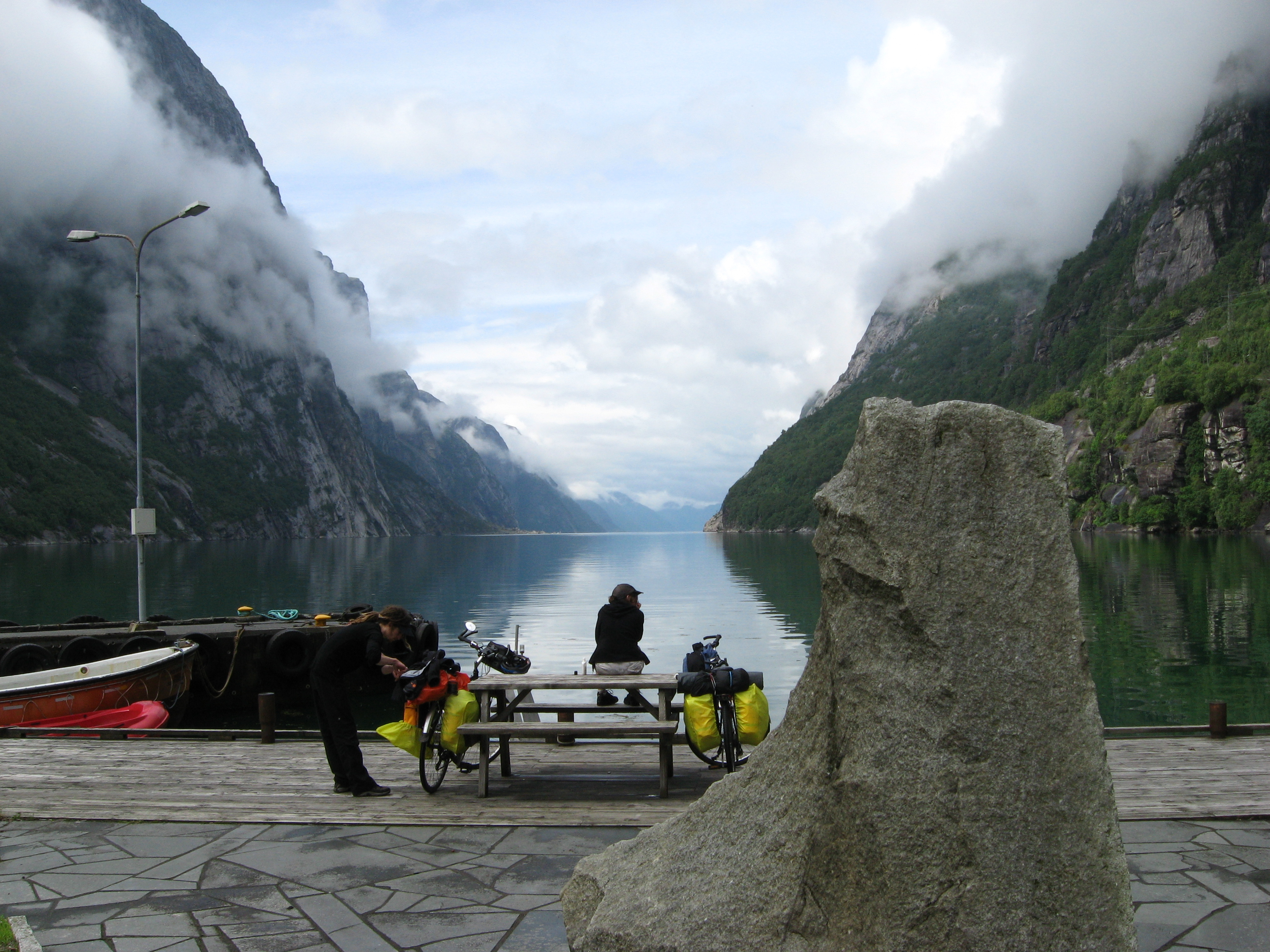
Pohled na Lysefjord z přístavu Lysebotn

Lysefjord (norsky Lysefjorden) je fjord v u obce Forsand v jihozápadním Norsku. Jeho název v norštině znamená světlý fjord a byl odvozen od světlých žulových skal po jeho stranách.
Fjord byl vytvořen ledovcem v průběhu doby ledové a při jeho ústupu byl zaplaven mořskou vodou. Na délku měří 42 km a jeho skalnaté stěny spadají do vody až z výšky přes 1000 m. Kvůli nehostinnému terénu jsou po celé jeho délce umístěny jen dvě vesnice - Forsand a Lysebotn, přičemž každá z nich se nachází na opačném konci. Lidé žijící na břehu fjordu v jeho středních partiích se domů dopravují pomocí lodí, protože skalnaté stěny jsou příliš příkré, aby zde byly vybudovány silnice.
Vesnice Lysebotn na východním konci fjordu je z větší části obydlena pracovníky blízkých hydroelektrických elektráren Lyse a Tjodan, které jsou vybudovány v nitru horských masívů a jsou napájeny vodou z jezer rozkládajících se na výše položených náhorních plošinách. Do elektrárny Lyse spadá voda až z výšky 620 m, do elektrárny Tjodan až z 896 m. Obě tyto elektrárny produkují elektrickou energii pro více než 100 000 lidí. Z vesnice Lysebotn taktéž vychází serpentinovitá silnice se 27 zatáčkami a tunelem o délce 1,1 km vinoucí se kolem turistické chaty Øygardstølen až do nadmořské výšky téměř 900 m.
Lysefjord je oblíbeným cílem návštěvníků z celého světa. Největšími turistickými atrakcemi jsou skalní kazatelna Preikestolen a hora Kjerag s balvanem Kjeragbolten.